# 马萨布拉克
马萨布拉克（法語：Massabrac，法語發音：[masabʁak]）是法国上加龙省的一个市镇，属于米雷区。

## 地理
马萨布拉克（43°13'28"N, 1°22'18"E）面积4 平方千米，位于法国奧克西塔尼大區上加龙省，该省份为法国西南部内陆省份，西南端与西班牙接壤，自此顺时针与上比利牛斯省、热尔省、塔恩-加龙省、塔恩省、奥德省和阿列日省接壤。
与马萨布拉克接壤的市镇（或旧市镇、城区）包括：圣伊巴尔、圣苏珊、卡南、卡斯塔尼亚克。

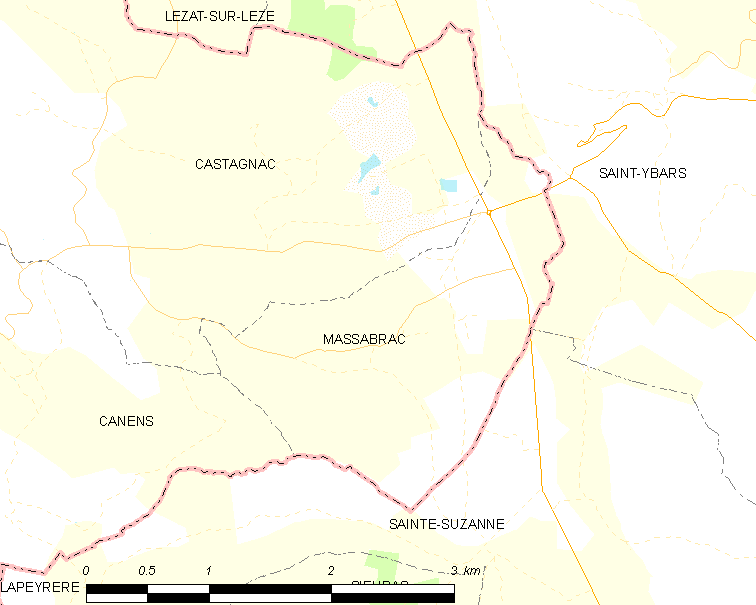
马萨布拉克的OSM定位图

马萨布拉克的时区为UTC+01:00、UTC+02:00（夏令时）。

## 行政
马萨布拉克的邮政编码为31310，INSEE市镇编码为31326。

## 政治
马萨布拉克所属的省级选区为欧特里沃县。

## 人口

1962-2008年间马萨布拉克人口变化图示

马萨布拉克于2022年1月1日时的人口数量为121人。